# Vrčeň

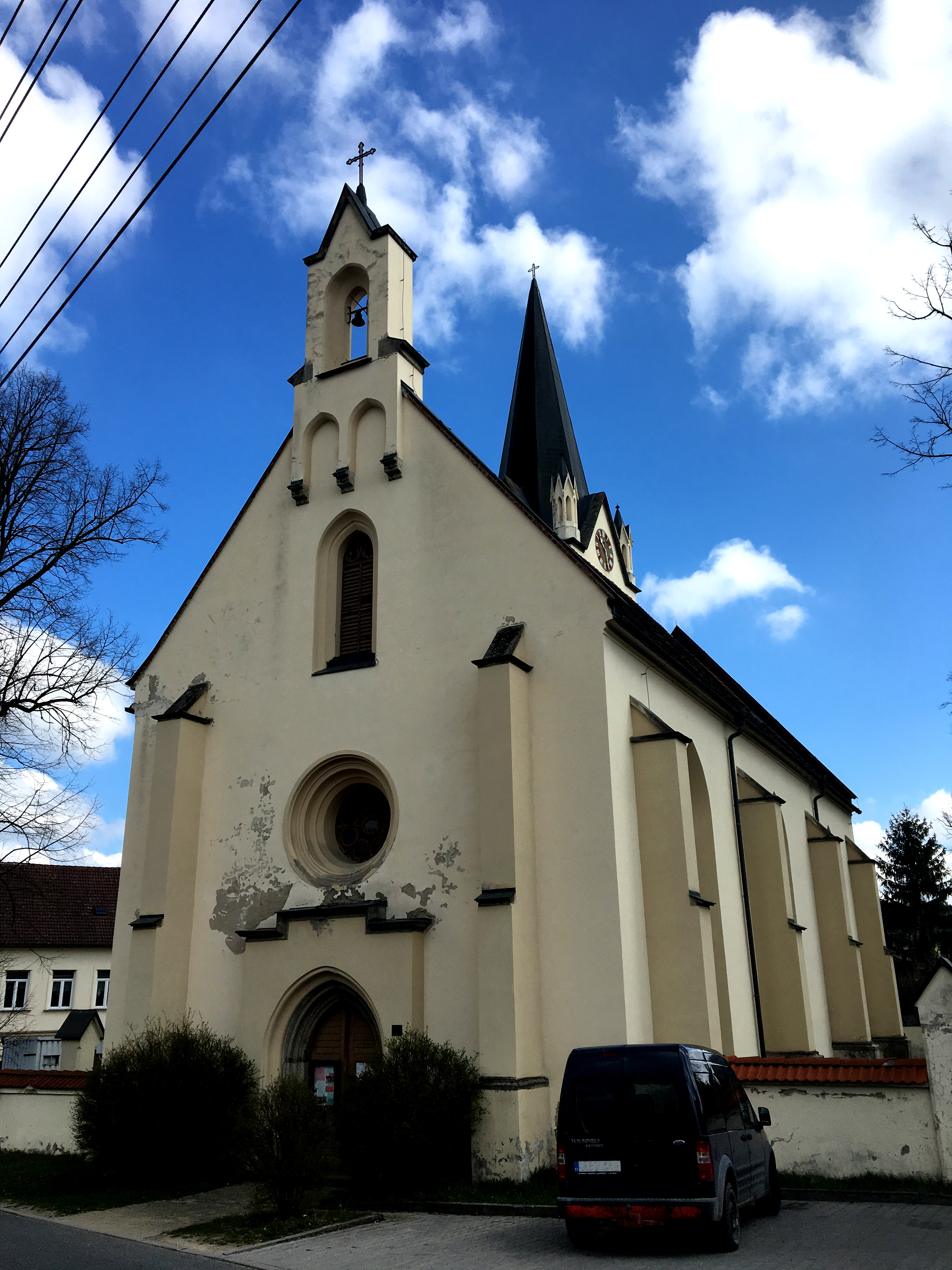
Kirche St. Lorenz in Vrčeň (2019)

Vrčeň ist eine Gemeinde im Okres Plzeň-jih in Tschechien.

## Geographie
Vrčeň befindet sich rund 21 Kilometer von der Stadtgrenze Pilsens entfernt und grenzt an Klášter im Westen, Srby nad Úslavou im Nordwesten, an Sedliště nad Úslavou im Norden, an Čížkov u Blovic im Nordosten, an Čmelíny im Südosten, an Tojice im Süden und an Nepomuk im Südwesten.
Durch das Dorf verläuft die Úslava mitsamt ihren Zuflüssen Čížkovský potok, Čečovický potok und Myslívský potok.

## Geschichte
1189 wurde Vrčeň erstmals urkundlich erwähnt.

## Ortsteile
- Vrčeň

## Bevölkerungsentwicklung
| Jahr      | 1869 | 1880 | 1890 | 1900 | 1910 | 1921 | 1930 | 1950 | 1961 | 1970 | 1980 | 1991 | 2001 | 2011 | 2021 |
| --------- | ---- | ---- | ---- | ---- | ---- | ---- | ---- | ---- | ---- | ---- | ---- | ---- | ---- | ---- | ---- |
| Einwohner | 572  | 618  | 569  | 582  | 575  | 559  | 521  | 450  | 440  | 432  | 397  | 331  | 324  | 321  | 342  |

## Sehenswürdigkeiten
- Kirche St. Lorenz
- Kapelle St. Adalbert

## Partnergemeinde
- Choťánky